# Betlanovce

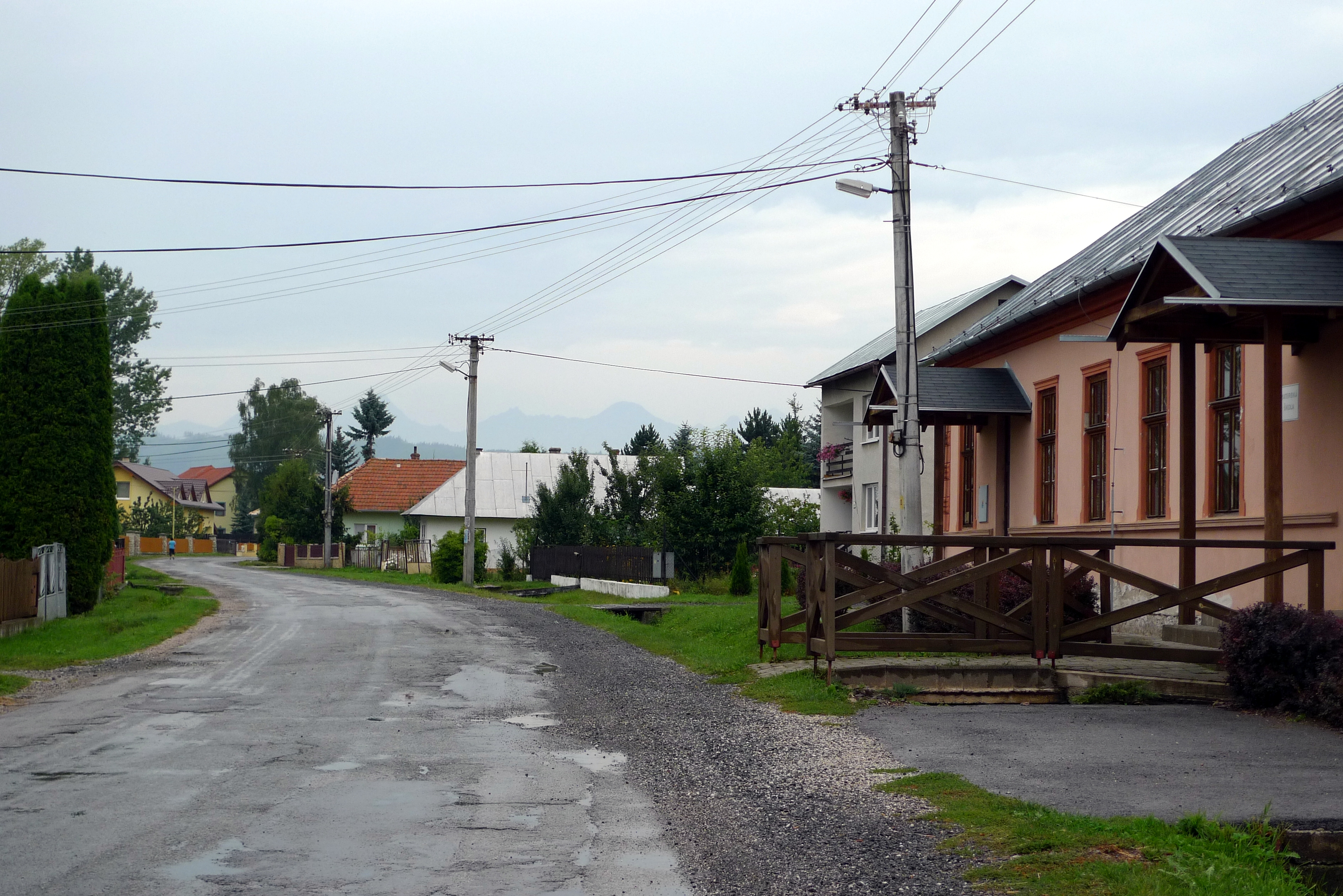
Betlanovce

Betlanovce (Hongaars: Betlenfalva) is een Slowaakse gemeente in de regio Košice, en maakt deel uit van het district Spišská Nová Ves.
Betlanovce telt 669 inwoners.